# Saperda bilineatocollis
Saperda bilineatocollis là một loài bọ cánh cứng trong họ Cerambycidae.